# 牡丹桥站
牡丹桥站是洛阳轨道交通2号线的地铁车站，位于中华人民共和国河南省洛阳市西工区春园西路与九都中路交叉口南侧，于2021年12月26日开通。

## 车站结构
牡丹桥站位于春园西路与九都中路交叉口南侧，沿春园西路设置，呈南北走向，为地下三层局部两层岛式站台车站，车站长192米，标准段宽21.1米，车站地下一层为预留物业层，地下二层为站厅层，地下三层为站台层，站台设置全高站台门。
| 地面              | 出入口 | A、B2、C1、C2、C3、C4出入口                                                                               |
| 地下一层          | 物业   | 预留商业层                                                                                                |
| 地下二层          | 站厅   | 客服中心、自动售票机、验票机                                                                              |
| 地下三层          | 站台   | \| \| \| █ 2号线往二乔路（解放路） \| \| 島式 · 開左邊车门 \| \| \| \| \| \| █ 2号线往八里堂（文博园） \| |
|                   |        | █ 2号线往二乔路（解放路）                                                                                 |
| 島式 · 開左邊车门 |        | |
|                   |        | █ 2号线往八里堂（文博园）                                                                                 |

## 出入口
牡丹桥站目前开放6个出入口，各出口及周围设施如下所示：
| 出口编号                | 照片 | 地点                           | 可到达目的地                                     |
| ----------------------- | ---- | ------------------------------ | ------------------------------------------------ |
| A · 出口                |      | 春园西路（西）                 | 文兴阳光水岸                                     |
| B · 2 · 出口 · （设有） |      | 春园西路（西）                 | 西下池村                                         |
| C · 1 · 出口            |      | 春园西路（西），九都中路（南） | 九都华庭，中侨小区                               |
| C · 2 · 出口            |      | 春园东路（东），九都中路（南） | 东下池村，香榭里阳光南区，洛阳市东下池小学       |
| C · 3 · 出口            |      | 解放路（西），九都中路（北）   | 金水财富广场                                     |
| C · 4 · 出口            |      | 解放路（东），九都中路（北）   | 香榭里阳光北区，洛阳市零一四学校，洛阳市中心医院 |
| 图例： 设有             |      |                                |                                                  |

## 接驳交通

### 公交车
- 九都路解放路西：2路，7路，20路，45路，69路，555路
- 零一四中心：1路，1路早间区间，15路，37路，62路，62路延长线，68路，77路，92路，503路，555路，601路，602路，677路，986路，便民2号专线

## 历史
本站工程名为九都西路站，正式站名为牡丹桥站，以车站南侧的牡丹大桥命名。
- 2020年6月28日，车站主体结构封顶[4]。
- 2021年12月26日，车站随2号线通车开通[1]。
- 2024年11月12日，车站C3、C4出入口开通[5]。